# Villa Carlos Paz-San Antonio de Arredondo-Villa Río Icho Cruz
Se denomina Villa Carlos Paz - San Antonio de Arredondo - Villa Río Icho Cruz a la aglomeración urbana que se extiende entre las ciudades argentinas de Villa Carlos Paz, San Antonio de Arredondo, Villa Río Icho Cruz y otras localidades dentro del Departamento Punilla, provincia de Córdoba, en las coordenadas 31°24′00″S 64°31′00″O / -31.40000, -64.51667.

## Población
Considerado como una aglomeración por el INDEC desde el censo 1991, cuenta con 83,274 habitantes (Indec, 2022). En el anterior censo contaba con 69,840 habitantes (Indec, 2010), lo que representa un incremento del 16,9%.
Es la cuarta aglorameración más grande de la provincia de Córdoba después del Gran Córdoba, el Gran Río Cuarto y Villa María - Villa Nueva, la más poblada del Valle de Punilla y la 54.º de la República.
Su acelerado crecimiento poblacional se ha acrecentado aún más en las últimas décadas, recibiendo nuevos pobladores que provienen de los grandes centros urbanos del país (sobre todo del Gran Córdoba y el Gran Buenos Aires), generando una rápida expansión de la mancha urbana, principalmente hacia el valle de Punilla y a lo largo de la autopista que conduce a Córdoba, del otro lado de la Sierra Chica con la aparición de nuevas urbanizaciones cerradas.
| Ciudad                   | Población (2022) | Población (2010) | Población (2001) | Población (1991) |
| ------------------------ | ---------------- | ---------------- | ---------------- | ---------------- |
| Villa Carlos Paz         | 71.274           | 62.423           | 56.407           | 40.912           |
| San Antonio de Arredondo | 6.041            | 3.653            | 2.325            | 703              |
| Villa Río Icho Cruz      | 2.856            | 1.864            | 1.145            | 646              |
| Mayu Sumaj               | 2.885            | 1.259            | 874              | 560              |
| Cuesta Blanca            | 634              | 510              | 268              | 151              |
| Tala Huasi               | 200              | 131              | 146              | 37               |
| Total                    | 83.890           | 69.840           | 61.165           | 43.009           |

## Geografía

### Sismicidad
La sismicidad de la región de Córdoba es frecuente y de intensidad baja, y un silencio sísmico de terremotos medios a graves cada 30 años en áreas aleatorias. Sus últimas expresiones se produjeron:
- 22 de septiembre de 1908 (116 años), a las 17.00 UTC-3, con 6,5 Richter, escala de Mercalli VII; ubicación 30°30′0″S 64°30′0″O / -30.50000, -64.50000; profundidad: 100 km; produjo daños en Deán Funes, Cruz del Eje y Soto, provincia de Córdoba, y en el sur de las provincias de Santiago del Estero, La Rioja y Catamarca[4]

- 16 de enero de 1947 (78 años), a las 2.37 UTC-3, con una magnitud aproximadamente de 5,5 en la escala de Richter (terremoto de Córdoba de 1947)[3]

- 28 de marzo de 1955 (70 años), a las 6.20 UTC-3 con 6,9 Richter: además de la gravedad física del fenómeno se unió el desconocimiento absoluto de la población a estos eventos recurrentes (terremoto de Villa Giardino de 1955)

- 7 de septiembre de 2004 (20 años), a las 8.53 UTC-3 con 4,1 Richter

- 25 de diciembre de 2009 (15 años), a las 21.42 UTC-3 con 4,0 Richter